# Akademia pana Kleksa
Akademia pana Kleksa – książka dla dzieci napisana przez Jana Brzechwę i wydana w 1946 roku.
Jest to historia dwunastoletniego, niesfornego, rudego Adasia Niezgódki, który zostaje umieszczony w tytułowej akademii wraz z dwudziestoma trzema innymi chłopcami – wszyscy o imionach zaczynających się na literę A. Opiekuje się nimi pan Kleks z pomocą Mateusza – uczonego szpaka, który wymawia jedynie końcówki wyrazów. Pierwsze wydanie z ilustracjami Jana Szancera ukazało się w Warszawie nakładem autorów.
Kontynuacją fantastycznych opowieści Jana Brzechwy o panu Kleksie są: Podróże pana Kleksa oraz Tryumf pana Kleksa.

## Opis fabuły
Akademia znajduje się przy ulicy Czekoladowej. Zajmuje kolorowy, trzypiętrowy gmach. Na parterze mieszczą się sale szkolne, na pierwszym piętrze są sypialnie oraz jadalnia, na drugim mieszka pan Kleks i uczony szpak Mateusz, a na trzecim pan Kleks przechowuje swoje sekrety, do których dostęp ma tylko on, ponieważ schody doprowadzone są tylko do drugiego piętra, i do których dostaje się przez komin. Budynek otacza ogromny park oraz mur, w którym znajdują się furtki prowadzące do sąsiednich bajek. Bohater książki odwiedza między innymi bajkę o dziewczynce z zapałkami oraz bajkę o śpiącej królewnie i siedmiu braciach.
Zajęcia w akademii – dzień w akademii zaczyna się o piątej rano, kiedy to na nosy chłopców kapie woda prosto ze śluz umieszczonych w suficie. Od razu wszyscy pędzą pod prysznic, z którego płynie woda zawsze z dodatkiem jakiegoś soku. O wpół do szóstej jest śniadanie, a o szóstej apel, po którym pan Kleks zbiera od chłopców senne lusterka, w których odbijają się ich sny (za jeden z najciekawszych pan Kleks uznał sen Adasia „O siedmiu szklankach”). Lekcje zaczynają się o siódmej, są to między innymi: kleksografia, przędzenie liter, leczenie chorych sprzętów, gra w piłkę-globus, czyli nauka geografii. Do ciekawych przygód w Akademii należą także odwiedziny w fabryce dziur i dziurek i odwiedziny Adasia w psim raju, gdzie spotkał swojego Reksa.

## Bohaterowie

### Główni bohaterowie
- Adam Niezgódka – główny bohater książki. Gdy rozpoczyna się jego przygoda, ma on 12 lat. Sądził, że miał gliniane ręce, upuszczał wszystko, spóźniał się na lekcje. Pewnego dnia szpak Mateusz przyleciał do niego i przekazał mu zaproszenie od Ambrożego Kleksa, który zaprasza go do bajki Akademia pana Kleksa.
- Inni uczniowie pana Kleksa – przyjaciele Adama (było ich 23). Ich imiona zaczynały się na literę A.
- Pan Kleks – na imię ma Ambroży i jest bohaterem także innych książek Jana Brzechwy. Potrafi unosić się w powietrzu, przyrządzać potrawy z kolorowych szkiełek, powiększać i zmniejszać przedmioty, trzymać płomyki świec w swoich kieszeniach bez dna. Ma na twarzy kolorowe piegi i twierdzi, że piegi są piękne i modne. Ubiera się w cytrynowo-żółtą kamizelkę („Zrobioną chyba z samych kieszeni”). Uczy przedmiotów takich jak kleksografia czy przędzenie liter. Ma szpaka Mateusza. Na końcu bajki Alojzy, syn Golarza Filipa, niszczy mu sekrety. Wówczas okazuje się, że Pan Kleks jest zamienionym przez doktora Paj-Chi-Wo w człowieka guzikiem od czapki Bogdychanów, dzięki któremu szpak Mateusz zmienia się w autora opowieści o Panu Kleksie.
- Mateusz – uczony szpak. Wymawia tylko końcówki wyrazów, np. gdy odbiera telefon, mówi: „Oszę u emia ana eksa”, to znaczy: „Proszę tu Akademia pana Kleksa”. Opowiadał, że jest zaczarowanym księciem i jako chłopiec zastrzelił króla wilków, przez co kraj padł ofiarą okrutnej zemsty. Na jego nodze była rana. Wyleczył ją tajemniczy doktor Paj-Chi-Wo. Za pomocą podarowanej przez niego cudownej czapki Bogdychanów zamienił się w ptaka i uciekł z pałacu opanowanego przez wilki. Na końcu bajki okazało się, że historia została zmyślona, a Mateusz jest w rzeczywistości autorem opowieści, można go więc utożsamić z samym Janem Brzechwą.

### Pozostali bohaterowie
- Doktor Paj-Chi-Wo – lekarz, który wyleczył Mateusza. Gdy guzik zginął z czapki, doktor zrobił z niego pana Kleksa. Pojawił się w rozdziale „Niezwykła opowieść Mateusza”.
- Bogumił Kopeć – dyrektor fabryki dziur i dziurek. Pojawił się w rozdziale „Fabryka dziur i dziurek”. Oprowadzał Ambrożego (jego przyjaciela) i uczniów po fabryce.
- Golarz Filip – fryzjer pana Kleksa, nienawidzi zarówno jego jak i jego uczniów, nie lubi obcinać ich włosów. W rozdziale „Anatol i Alojzy” przyprowadza dwóch synów: Anatola i Alojzego. Pojawia się w „Anatolu i Alojzym” i „Sekretach pana Kleksa”.
- Anatol – syn Filipa Golarza. Był prawdziwym chłopcem. Na nazwisko ma Kukuryk. Ma brata Alojzego. Pojawia się w „Anatol i Alojzy” oraz „Sekrety pana Kleksa”.
- Alojzy – młodszy brat Anatola. Tak naprawdę jest jedynie lalką skonstruowaną przez Filipa. Zaczął niszczyć wszystko, bo myślał, że to dobra rzecz. Zniszczył sekrety pana Kleksa, za co został przez niego zdemontowany. Pojawia się w rozdziałach „Anatol i Alojzy”, „Historia o księżycowych ludziach” i „Sekrety pana Kleksa”.
- Reks – pies Adasia, który wpadł pod koła samochodu i trafił do psiego raju. Pojawia się w rozdziale „Moja wielka przygoda”.

## Adaptacje filmowe i teatralne
Na podstawie tej książki nakręcono w 1983 roku film fabularny pod tym samym tytułem w reżyserii Krzysztofa Gradowskiego, z muzyką Andrzeja Korzyńskiego. W rolę pana Kleksa wcielił się Piotr Fronczewski. 
Książka ta doczekała się swojej adaptacji musicalowej w Teatrze Muzycznym Roma w Warszawie. Jej twórcy to Wojciech Kępczyński (autor libretta, reżyser) i Daniel Wyszogrodzki. Autorem muzyki jest Andrzej Korzyński. Wykorzystane są jego przeboje z filmu Krzysztofa Gradowskiego oraz nowe kompozycje, napisane specjalnie na potrzeby musicalu. Kierownictwa muzycznego podjął się Maciej Pawłowski, a ułożenia choreografii Iwona Runowska i Jacek Badurek. Scenografia jest autorstwa Borisa Kudlički i Tomasza Bagińskiego. Kostiumy zaprojektowała Dorota Kołodyńska. Całkowicie nowe aranżacje muzyczne stworzyli Bogdan Pawłowski i Maciej Pawłowski. Główne role dorosłe grali: Wojciech Paszkowski, Robert Rozmus i Łukasz Zagrobelny, a role dziecięce grali: Justyna Bojczuk, Iga Krefft, Magdalena Wasylik, Jakub Badurka, Wojciech Rotowski i Patryk Plesiński.
Na początku 2024 roku miała miejsce premiera drugiej ekranizacji filmowej w reżyserii Macieja Kawulskiego. W roli pana Kleksa wystąpił Tomasz Kot, a Piotr Fronczewski zagrał Doktora Paj-Chi-Wo.